# Quimiocina
As quimiocinas fazem parte de uma família especializada de citocinas, que funcionam como potentes mediadores ou reguladores da inflamação, pela habilidade de recrutar e ativar subpopulações específicas de leucócitos.
As quimiocinas são uma grande família de citocinas estruturalmente homólogas que estimulam o movimento dos leucócitos e regulam a migração destes do sangue para os tecidos, são citocinas quimiotáticas, além de estimular a produção de novas citocinas e auxiliar em diferenciações celulares. As quimiocinas envolvidas em reações inflamatórias são produzidas por leucócitos ou células residentes do local da inflamação, em resposta a estímulos externos, e as quimiocinas que regulam o tráfego celular através dos tecidos são produzidas constitutivamente por várias células nesses tecidos (ABBAS e LICHTMAN, 2005).
As quimiocinas são divididas em quatro subfamílias dependendo da posição de seus resíduos de cisteína; essas familias são CC, CXC, CX3C e XC, onde X= aminoácido e C= cisteína. Na subfamília CXC um aminoácido separa as primeiras 2 cisteínas, enquanto na subfamília CC os primeiros dois resíduos de cisteína são adjacentes um ao outro. Cada subfamília possui seu próprio receptor e tem funções diferenciadas uma da outra. As quimiocinas CXC são quimiotáxicas para neutrófilos, enquanto a CC não agem neste último grupo celular, atraem monócitos, basófilos e linfócitos.
Atualmente as quimiocinas são consideradas potenciais alvos para farmacos e estão diretamente associadas ao aumento da severidade de doenças como Artrite Reumatóide, Doenças Periodontais e outras.